# Felsőszentiván
Felsőszentiván (kroatiska: Gornji Sveti Ivan) är en ort (by) i provinsen Bács-Kiskun i södra Ungern. Orten har 1 687 invånare (2024), på en yta av 53,54 km². Den ligger cirka 18,5 kilometer öster om Baja.